# Reptile
Reptile is een personage uit de Mortal Kombat spellenreeks. Gemaakt voor Midway Games van John Tobias en Ed Boon, debuteerde Reptile in Mortal Kombat als een verborgen baas en verscheen in volgende titels als een speelbaar karakter. Ze kozen voor Reptiles groene kleur, als contrast met Scorpions originele gele en Sub-Zero's blauwe kleuren.
Reptile is een Raptor, een bijna uitgestorven tweebenig, humanoïde ras van reptielachtige wezens en dient loyaal de terugkerende schurk Shao Kahn in de hoop dat zijn ras nieuw leven zal worden ingeblazen. Reptile komt voor in bijna elke game in de serie onder dezelfde voorwendselen, en tot het 2011-spel moest hij nog worden beloond voor zijn inspanningen.